# 源基綱
源 基綱（みなもと の もとつな）は、平安時代後期の公卿。宇多源氏、大納言・源経信の次男。官位は従二位・権中納言。

## 経歴
大舎人権助・式部少丞を経て、後冷泉朝末の治暦3年（1067年）従五位下に叙爵する。のち、治部少輔・少納言を務め、少納言の労により延久4年（1072年）従五位上、承保3年（1076年）正五位下に叙せられた。
白河朝の承暦元年（1077年）五位蔵人に補せられ、永保元年（1081年）右少弁を兼ねる。以降は、応徳元年（1084年）左少弁次いで右中弁、応徳2年（1085年）従四位下、寛治3年（1089年）正四位下・権左中弁、寛治8年（1094年）右大弁と、白河朝後半から白河院政期前半にかけて弁官を務めながら順調に昇進する。
永長2年（1097年）蔵人頭（頭弁）に補せられると、翌承徳2年（1098年）参議兼左大弁に任ぜられて公卿に列した。議政官として弁官のほか勘解由長官を兼帯し、この間の康和2年（1100年）従三位、康和6年（1104年）正三位に昇叙されている。
嘉承元年（1106年）権中納言に昇進し、20年以上に亘って務めた弁官を離れる。天仁2年（1109年）従二位に至る。永久4年（1116年）67歳にして大宰権帥に任ぜられ、大宰府に下向した。翌永久5年（1117年）12月30日に任地で薨去。享年68。最終官位は権中納言従二位兼大宰権帥。

## 官歴
『公卿補任』による。
- 康平8年（1065年） 3月29日：大舎人権助
- 治暦3年（1067年） 2月6日：式部少丞。9月28日：従五位下（馨子内親王内外官代被名）
- 治暦5年（1069年） 4月6日：治部少輔
- 延久2年（1070年） 正月29日：少納言
- 延久4年（1072年） 正月5日：従五位上（少納言労）
- 承保2年（1075年） 正月28日：土佐権守
- 承保3年（1076年） 正月5日：正五位下（労）
- 承暦元年（1077年） 12月：五位蔵人
- 永保元年（1081年） 8月8日：右少弁、蔵人如元
- 応徳元年（1084年） 6月23日：左少弁。8月25日：右中弁
- 応徳2年（1085年） 正月6日：従四位下（弁労）
- 寛治3年（1089年） 正月5日：従四位上（弁）。正月28日：権左中弁。3月12日：正四位下（春日行幸行事賞）
- 寛治8年（1094年） 6月12日：右大弁
- 永長2年（1097年） 正月29日：正月27日：蔵人頭。兼周防権守
- 承徳2年（1098年） 12月17日：参議兼左大弁
- 承徳3年（1099年） 4月9日：勘解由長官
- 康和2年（1100年） 7月23日：従三位（造宮行事賞）
- 康和3年（1101年） 2月9日：兼周防権守
- 康和6年（1104年） 正月6日：正三位（大弁労）
- 嘉承元年（1106年） 12月27日：権中納言
- 時期不詳：治部卿
- 天仁2年（1109年） 正月6日：従二位（石清水賀茂行幸行事賞）
- 永久4年（1116年） 正月30日：太宰権帥。11月7日：赴任
- 永久5年（1117年） 12月30日：薨去（権中納言従二位兼大宰権帥）

## 系譜
- 父：源経信
- 母：源貞亮の娘
- 妻：摂津守章行の娘
  - 長男：源時俊（?-?）
- 生母不明の子女
  - 次男：源信綱（?-?）
  - 三男：源敦経（?-?）
  - 女子：藤原定実室
  - 女子：源行宗室
  - 女子：藤原為隆室